# 霍赫施塔特 (莱茵兰-普法尔茨州)
霍赫施塔特是德国莱茵兰-普法尔茨州的一个市镇。总面积15.44平方公里，总人口2455人，其中男性1216人，女性1239人（2011年12月31日），人口密度159人/平方公里。